# محمد محسن (بازیکن فوتبال، زاده ۱۹۶۵)
محمد محسن (بنگالی: মোহাম্মদ মহসিন؛ زادهٔ ۱ اوت ۱۹۶۵) بازیکن فوتبال است.
وی همچنین در تیم‌های ملی فوتبال زیر ۲۳ سال بنگلادش، و بنگلادش بازی کرده است.
وی در مسابقات کشوری و بین‌المللی در مجموع برندهٔ ۲ مدال نقره، ۱ مدال برنز شده است.